# Wilhelm Leopold von Froreich
Wilhelm Leopold von Froreich (* 24. Januar 1748 auf Kaltenhagen, Kreis Köslin; † 8. August 1808 in Tarnowitz) war königlich preußischer Generalmajor und zuletzt Kommandeur des Husaren-Regiments Nr. 6.

## Herkunft
Seine Eltern waren Paul Ernst von Froreich (* 22. Januar 1702; † 5. April 1766) und dessen Ehefrau Modeste Sophie Tugendreich von der Osten († 15. Juni 1762). Sein Vater war Herr auf Ritzig (Kreis Schivelbein) sowie Oberstleutnant a. D. im Dragoner-Regiment Nr. 10.

## Leben
Er kam 1761 als Standartenjunker in das Kürassier-Regiment Nr. 8. Während des Siebenjährigen Krieges wurde er am 6. Mai 1762 Kornett. Nach dem Krieg wurde er am 2. August 1765 Leutnant und nahm 1778/79 als solcher am Bayrischen Erbfolgekrieg teil. Nach diesem Krieg wurde er am 16. September 1779 Inspektionsadjutant der oberschlesischen Kavallerie-Inspektion unter General von Pannwitz. Am 29. August 1783 wurde er Rittmeister und war nun Inspektionsadjutant unter General von Bosse. Aber am 29. April 1788 wurde er als Major und Eskadronschef in das Husaren-Regiment Nr. 6 versetzt. Mit dem Regiment nahm er am Ersten Koalitionskrieg und kämpfte in den Schlachten bei Pirmasens, Kaiserslautern sowie in den Gefechten bei Kirrweiler, Deidesheim, Guntersblum, Zweibrücken, Karlsberg und Niederkrichen. Bereits am 27. Januar 1793 wurde er zum Kommandanten des Husaren-Regiments ernannt. Dazu erhielt er am 8. Juli 1794 den Pour le Mérite. Am 20. Mai 1798 wurde er Oberstleutnant, am 20. Mai 1799 Oberst und am 20. Oktober 1804 erhielt er seine Demission mit dem Charakter als Generalmajor und einer Pension von 800 Talern. Er starb am 8. August 1808 auf Tarnowitz.

## Familie
Er heiratete am 21. Februar 1790 in Breslau Gottliebe Johanna von Rosteck und Goldmannsdorf (* 1772; † 7. August 1826). Die Ehe wurde am 7. April 1805 kinderlos geschieden. Sie heiratete dann am 10. April 1806 den Rittmeister Hans von Rüdiger aus Pulsnitz im Kreis Breslau.